# スパムむすび

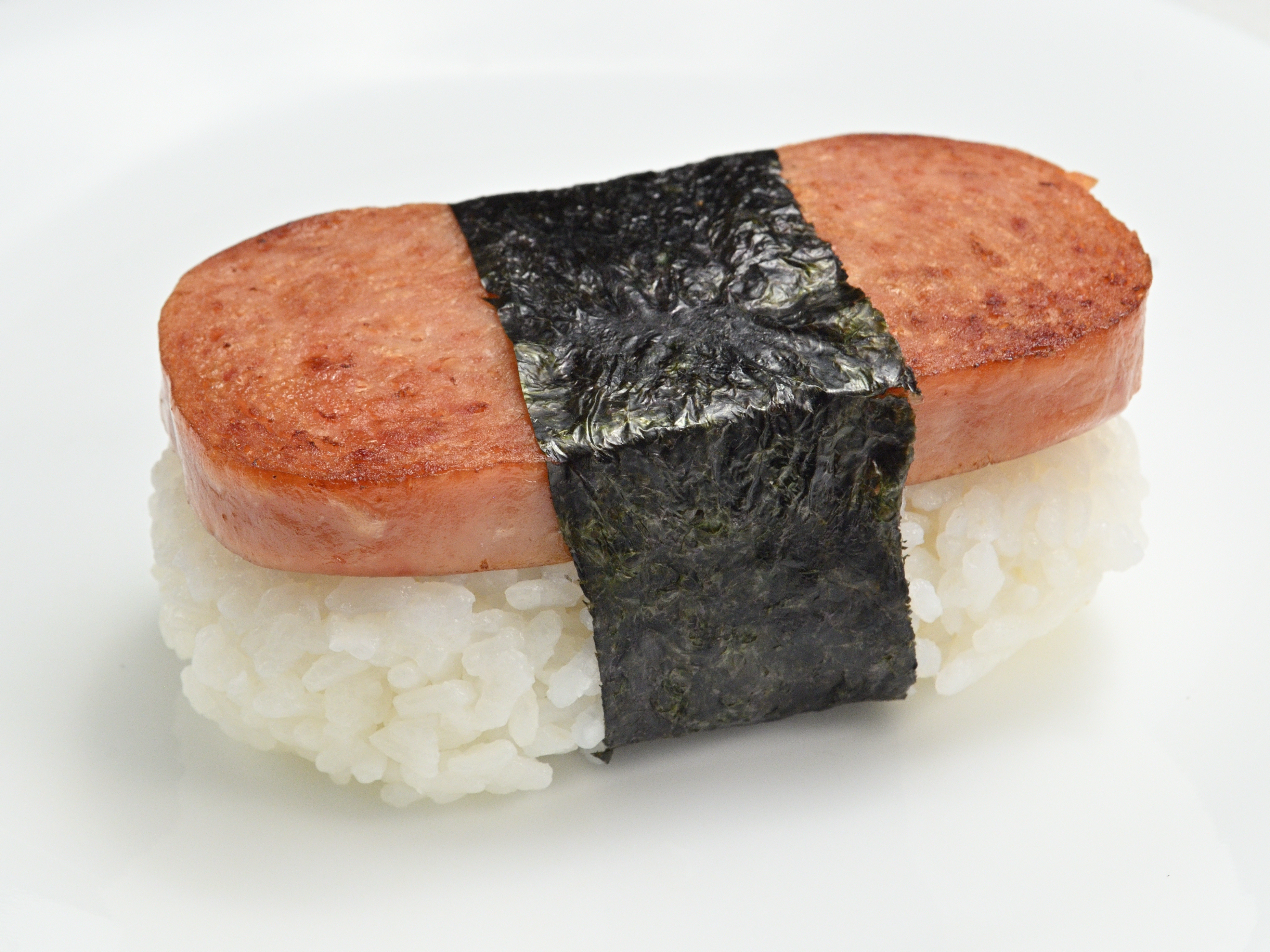
一般的なスパムむすび

スパムむすび（英語: SPAM musubi）は、日本の伝統的な料理であるおにぎり・海苔巻きとアメリカ軍糧食として太平洋の島々に普及した「スパム」を基に作られた、ハワイ州で一般的に食される軽食である。

## 概要
スパムは第二次世界大戦時、兵士達の主食であった。数多くの日系人が兵士として参加しており、第二次世界大戦後、ハワイに帰還した日系人兵士達がスパムをローカルフードとして広めたことがスパム人気の起源となった。スパムむすびの発祥元となったのは、カウアイ島にあるジョニ・ハナというレストランである。1983年、ジョニ・ハナの経営者、バーバラ・フナムラが寿司を作っている際、押し寿司の型にぴったりはまるスパムを見てスパムむすびを考案した。他のハワイ諸島からカウアイ島に出張で来ていた人々がスパムむすびを持ち帰り、スパムむすびがハワイ諸島全体に一気に広まることとなった。
アメリカ本土の日系人や、第二次世界大戦後にアメリカ軍物資の影響でスパムが定着した沖縄県でも類似のもの（ポーク玉子おむすび）が食されることがある。また、沖縄県以外でも天理スタミナラーメンで、ハワイに出店していた時にメニューにした名残りで提供されており、現在はラーメンとセットで食する人気サイドメニューになっている。関東の一部ローソン（元新鮮組店舗）やファミリーマート（当初は沖縄県限定だったが2021年8月より全国発売されている）でも発売されているが、形状がやや異なる。ロサンゼルスでもカリフォルニアロールと並び１番人気な寿司ネタの１種である。
日本においてはスパムそのものがあまり一般的な食材ではないため、ハワイ旅行に行って初めて見る人が多い。日米の食文化が融合した料理と言えるスパムむすびは、多くの現地の人々に受け入れられたハワイの郷土料理であるといわれている。見た目は握り寿司に似ているが、飯は酢で味付けしない。ハワイのファーストフードとして人気があり、「Spam Musubi」や、ふりかけをかけた「Deluxe Spam Musubi」が、ハワイ州中のABCストアやセブンイレブン等のコンビニエンスストア、大学の食堂、ファストフード店、時には道ばたの屋台で、1ドルから1ドル半程度で売られている。

## レシピ
適当な厚さにスライスしたスパムを、生や、またはフライパンなどで塩コショウや現地のテリヤキソース、醤油など好みのソースをつけて焼き、米飯の上に乗せ、海苔で巻く。卵焼きをのせたり、ふりかけ等で味付けをしたものも存在する。さまざまな風味のスパムを使用する人もいる。
ハワイ州内では、「スパムカッター」と呼ばれる、スパムむすび専用のスライサーが広く売られている。またハワイのスーパーや雑貨店等では、棒鮨のように長いもの、一個ごとのもの、また透明プラスチック材や米が粘着しないよう処理されたものなど、各種のスパムむすびの押し型が販売され、最近は日本でも通販で入手できる。またハーフサイズのスパムの空き缶そのものも、抜き型として使用することができる。

## 発祥
発祥については諸説ある。
ハワイにおいて「考案者」として紹介されるのは与那原町出身の金城（）ミツ子（1931年2月10日 - 2024年8月5日）である。金城は第二次世界大戦後にアメリカ兵と結婚し4人の子を産んだが結婚生活はうまくいかず、1960年に子どもたちを連れて夫の両親がいるハワイへ渡った。しかし、夫の両親からの援助はなく孤立し、生活のためにおむすび店「ミッチャンズ・ムスビ」を開業し、たれを付けたスパムをのりで巻いた「スパムむすび」を販売した。店の近くには小学校があって、スパムむすびは学校帰りの小学生たちに人気を博し、やがて小学校の売店に商品を卸すようになった。評判を聞きつけ、スーパーマーケットでもスパムむすびも取り扱うようになった。
味の秘密は「秘伝のたれ」にあり、三枚肉の味付けに使うような甘辛いタレをたれを、ウナギの蒲焼のタレのように継ぎ足しながら使っていた。「ミッチャンズ・ムスビ」は2015年に閉店しており、タレのレシピを知るのは金城の娘だけだとされる。
金城はスパムむすびの販売1本で生計を立てており、再婚後の子を含む子ども6人全員を大学まで進学させている。孫や曾孫、ハワイに呼び寄せた弟や妹の家族も含め、一家は100人を超える。